# Гарязин, Александр Львович
Александр Львович Гарязин (11 февраля 1868 — 2 сентября 1918, Петроград) — русский публицист, издатель и политик, один из организаторов Всероссийского национального союза, председатель его Санкт-Петербургского отделения, один из инициаторов создания Имперской народной партии.

## Биография
Сын коллежского советника Льва Адриановича Гарязина. В 1884 году поступил в Александровский лицей, в следующем году был уволен из 6-го класса по просьбе отца.
С 1887 года — вольноопределяющийся 6-го резервного пехотного батальона. С 1889 года — в штате Эстляндского губернского правления. С 1891 года служил в Департаменте таможенных сборов, правитель канцелярии работ по постройке Черноморского шоссе.
С 1892 года служил младшим, а со следующего года — старшим чиновником особых поручений при олонецком губернаторе. Директор Олонецкого губернского попечительского комитета о тюрьмах, почетный мировой судья Петрозаводско-Повенецкого округа. В 1895—1896 гг. — редактор неофициальной части «Олонецких губернских ведомостей». Автор ряда статей о промышленности Олонецкой губернии. Состоял почётным попечителем Петрозаводского ремесленного училища, членом комитета приюта «Ясли» в г. Петрозаводске, секретарём Олонецкого окружного правления общества спасания на водах, Петрозаводского благотворительного общества. Награждён орденом Святого Станислава 3-й степени, орденом Святой Анны 3-й степени. Имел знак отличия для служащих при детских приютах ведомства императрицы Марии, серебряную медаль в память царствования императора Александра III, тёмно-бронзовую медаль за труды по первой переписи населения 1897 г., знак общества спасания на водах.
В ноябре 1898 года перешел на службу в Министерство путей сообщения. После ухода с гражданской службы стал владельцем технической конторы, вступил в Общество заводчиков и фабрикантов. Поддерживал внутреннюю политику председателя Совета министров П. А. Столыпина, стал одним из организаторов Всероссийского национального клуба и Всероссийского национального союза. В 1912—1913 годах издавал еженедельную газету «Дым Отечества», стоявшую на позициях русского национализма. В 1913 году был редактором-издателем «Нового журнала для всех».
Оказывал поддержку Г. Е. Распутину, трезвенническому, имяславческому движениям. Был заместителем председателя Комитета по организации экспедиции к Северному полюсу Г. Я. Седова, членом правления Общества распространения ремесленного образования среди бедного населения города Санкт-Петербурга и его пригородов в память 200-летия Петербурга.
С началом Первой мировой войны поступил в Управление начальника санитарной и эвакуационной части, где прослужил в течение 17 месяцев. В 1916 году был назначен начальником канцелярии Особого совещания по продовольствию. После Февральской революции вернулся к предпринимательской деятельности, состоял директором-распорядителем технико-промышленного транспортного общества «Протран», председателем Славянской торговой палаты. В 1918 году — представитель лесной фирмы «Оскар Стевени», контрагент Мурманского и Кемского портов.
3 июня 1918 года арестован ЧК по делу «Каморры народной расправы» и расстрелян 2 сентября 1918 г.

## Семья
Был женат на Ольге Михайловне Бернацкой (1871—1966). Дочь — Татьяна Александровна Гарязина (1895—1980).

## Сочинения
- Гарязин А. Л. Алфавитный указатель имений Эстляндской губернии с обозначением волостей, уездов, участков: полицейских, судебно-мировых, следственных, комиссаров по крестьянским делам и округов верхних крестьянских судов / составил по официальным сведениям А. Гарязин. — Ревель : Книжный магазин Якобсона, 1890. — 24 lk. ; 24 cm.
- Кустарная промышленность в Олонецкой губернии : очерк / сост. секретарь стат. ком. И. И. Благовещенский, чиновник особых поручений при губернаторе А. Л. Гарязин. — Петрозаводск : Олонецкая губернская типография, 1895. — 125 с. : табл.
- Гарязин А. Осмотр новых шлюзов великим князем Владимиром Александровичем // Олонецкие губернские ведомости. 1896. 19 июня. № 44.
- Гарязин А. Л. Олонецкие мраморы и мраморное производство в Петрозаводском уезде. Доклад на съезде деятелей по кустарной промышленности. — СПб., 1902.
- Гарязин А. Л. Обход действующих постановлений об удовлетворении потребностей казны изделиями отечественной промышленности и меры борьбы с ним. Доклад 23 мая 1908 в Обществе заводчиков и фабрикантов. — СПб., 1908; 19 февр. 1861.
- Гарязин А. Л. Дождались… // Дым отечества, 17.04.1914, № 15—16.
- Гарязин А. Л. Малая опечатка или великое искушение. // Дым отечества, 1913, № 34.
- Гарязин А. Л. Открытое письмо члену Гос. Думы епископу Анатолию. // Дым отечества, 1.05.1914, № 18.
- Гарязин А. Л. Торжество правды. // Дым отечества, 22.05.1914, № 21.